# Купрін Павло Тихонович
Павло Тихонович Купрін (1908 , Mokhovoed, Кромський район  — 11 листопада 1942 , Ладозьке озеро, Ленінградська область, РРФСР, СРСР ) — співробітник радянських органів державної безпеки, начальник особливого відділу НКВС Північного фронту, комісар державної безпеки 3-го рангу (1941).

## Життєпис
Народився в російській сім'ї селянина-бідняка. Член ВЛКСМ (1924–1930), член ВКП(б) з травня 1929. З вересня 1927 по травень 1929 навчався в Орловській губернській школі радянського і партійного будівництва.
В органах внутрішніх справ і держбезпеки з грудня 1936. Працював у центральному апараті ГУДБ НКВС СРСР, з квітня 1937 на керівній роботі в секретно-політичному відділі.
Потім обіймав посади:
- Помічник начальника 1-го відділення 4-го відділу ГУДБ НКВС СРСР (23 квітня 1937–1938);
- Заступник начальника 2-го відділення 4-го відділу 1-го Управління (держбезпеки) НКВС СРСР (1938 — 8 червня 1938);
- Начальник 7-го відділення 4-го відділу 1-го Управління (держбезпеки) НКВС СРСР (8 червня — 29 вересня 1938);
- Начальник 7-го відділення 2-го відділу ГУДБ НКВС СРСР (29 вересня — 2 грудня 1938);
- Начальник УНКВС по Читинській області (2 грудня 1938 — 2 листопада 1939);
- Начальник ОВ НКВС по Забайкальському ВО (28 грудня 1938 — 31 січня 1939);
- Начальник УНКВС по Хабаровському краю (2 листопада 1939 — 26 лютого 1941);
- Начальник УНКДБ по Ленінградській області (26 лютого — 18 липня 1941);
- Начальник ОВ НКВС по Північному (з 23 серпня 1941 — Ленінградському) фронту (19 липня 1941 — 2 травня 1942);
- Начальник ОВ НКВС по Московському ВО (2 травня 1942 — 11 серпня 1942);
- Начальник 3-го Управління НКВС СРСР (11 серпня — 11 листопада 1942).

## Загибель
У листопаді 1942 координував дії НКВС Карело-Фінської РСР, УНКВД по Архангельській і Вологодській областях і Особливого відділу НКВС Волховського і Карельського фронтів з ліквідації німецьких диверсійно-розвідувальних груп. 10 листопада, після успішного завершення операції вилетів з Москви до Тихвіну, а звідти — в Ленінград. Близько 09:00 11 листопада літак був перехоплений і збитий двома фашистськими винищувачами над Ладозьким озером.